# دانيال جانديرتون
دانيال جانديرتون (بالإنجليزية: Daniel Ganderton)‏ هو فارس ولاعب كرة قدم أسترالي، ولد في 24 أكتوبر 1988 في لاونسستون في أستراليا. لعب مع لونسيستون سيتي ‏.